# 松尾彩月
松尾 彩月（まつお あやか）は、日本の女優。千葉県出身。純血華劇派に所属していた。

## 人物
- ディズニーが大好きで、ミニーのモノマネが得意。
- 劇団癖者「女子校戦争」のオーディションの際には、主宰の下城麻菜から鳥居みゆき似の頭のおかしい人だと思われていた[2]。

## 出演作品

### CM
2016年
- エレメンタルストーリー（女子高生役）

### 舞台
- 女神座ATHENA ｢アテナ・ダンスクラメーション vol.01｣
- 女神座ATHENA 5th IMPACT「APHΣ REBELLIONT 〜アレスレベリオン・タウ〜」
- 純血華劇派公演 ミュージカル「baby SOUL babys」アマチ 役
- 純血華劇派公演 ミュージカル「碧の岬の手紙屋さん」サファイア 役
- 劇団癖者10周年記念公演「やさしい夜のはなし」[3]